# Jacob Turner
Pour les articles homonymes, voir Turner.
Jacob Edward Turner (né le 21 mai 1991 à Saint Charles, Missouri, États-Unis) est un lanceur droitier des Ligues majeures de baseball jouant avec les White Sox de Chicago.

## Carrière

### Débuts
Jacob Turner, un joueur de la Westminster Christian Academy (en) dans le Missouri, est le choix de première ronde des Tigers de Detroit en 2009. Il est le neuvième athlète sélectionné au total par un club du baseball majeur cette année-là. Le 17 août, il accepte le contrat offert par les Tigers, ce qui lui vaut un boni à la signature évalué 4,7 millions de dollars US, un nouveau record pour un lanceur issu d'un high school américain.
Promis à un bel avenir, Turner est classé au début 2011 au 21e rang des plus beaux espoirs du baseball professionnel selon la publication Baseball America. MLB.com, le site Internet officiel des Ligues majeures de baseball, le classe quant à lui en 15e place sur une liste similaire.

### Tigers de Detroit
Turner, un lanceur partant, fait ses débuts dans le baseball majeur le 30 juillet 2011 alors qu'il amorce le match des Tigers face aux Angels de Los Angeles. Il est âgé d'à peine 20 ans au moment de ce premier match. Malgré six retraits sur des prises en cinq manches et un tiers lancées lors de cette première sortie, les Tigers encaissent une défaite et Turner est crédité de la décision perdante.
Turner effectue trois départs pour les Tigers en 2012. Il remporte sa première victoire dans les majeures le 22 juillet sur les White Sox de Chicago.

### Marlins de Miami
Le 23 juillet 2012, au lendemain de sa première et seule victoire pour les Tigers, Turner est échangé avec le lanceur des ligues mineures Brian Flynn et le receveur Rob Brantly aux Marlins de Miami en retour du joueur de deuxième but Omar Infante et du lanceur Aníbal Sánchez.

### Cubs de Chicago
Turner est échangé aux Cubs de Chicago le 8 août 2014 contre les lanceurs droitiers des ligues mineures José Arias et Tyler Bremer aux Marlins de Miami.
Blessé au coude droit, Turner passe la majorité de l'année 2015 sur la liste des joueurs blessés et ne joue aucun match avec les Cubs.

### White Sox de Chicago
Turner est réclamé au ballottage par les White Sox de Chicago le 29 octobre 2015.